# 林芝虎耳草
林芝虎耳草（学名：Saxifraga isophylla），为虎耳草科虎耳草属下的一个植物种。